# Станка (Комарна)
Станка (рум. Stânca) насеље је у Румунији у округу Јаши у општини Комарна. Oпштина се налази на надморској висини од 35 m.

## Становништво
Према подацима из 2002. године у насељу је живело 193 становника, од којих су сви румунске националности.